# Castell de Kronborg
El Castell de Kronborg (danès: Kronborg Slot) està situat a prop de la ciutat de Helsingør a l'extrem nord-est de l'illa de Sjælland, al punt més estret de l'estret d'Øresund, entre Dinamarca i Suècia. En aquesta part, l'estret és de 4 km d'amplada, d'aquí la importància estratègica de mantenir una fortalesa en aquest lloc.
Durant diversos segles Dinamarca va obtenir importants ingressos econòmics cobrant una taxa als vaixells que travessaven l'estret d'Oresund, estret que separa l'illa danesa de Sjælland del territori suec. El Castell de Kronborg va complir un important paper en aquesta tasca recaptatòria.
El castell fou immortalitzat amb el nom d'"Elsinore" en l'obra teatral Hamlet, de Shakespeare.
El castell és un dels més importants castells renaixentistes al nord d'Europa i fou designat Patrimoni de la Humanitat per la UNESCO el 30 de novembre de 2000.

## Història
La història del castell es remunta a una fortalesa, Krogen, construïda en la dècada de 1420 pel rei danès Eric de Pomerània. El rei va insistir en el pagament d'un peatge per a tots els vaixells que vulguin entrar o sortir de la mar Bàltica i per ajudar a complir les seves demandes, el rei va fer construir una poderosa fortalesa per a controlar el peatge. Va consistir en una sèrie d'edificis dins d'un mur que l'envolta.
Kronborg va adquirir el seu nom actual l'any 1585, quan va ser reconstruït per Frederic II de Dinamarca en un magnífic castell renaixentista, únic en el seu aspecte i la seva mida de tot Europa. Frederic II va ser un mecenes entusiasta del teatre. Actors hi van realitzar representacions al castell quan ell hi va tenir la seva cort l'any 1579.
L'any 1629, la negligència va causar que la major part del castell cremés en flames. Només es va salvar la capella a causa de la fortalesa dels seus arcs. Cristià IV va desplegar grans esforços en la restauració del castell. L'any 1639 va aconseguir reconstruir la façana de manera magnífica, però l'interior mai va recuperar la seva antiga esplendor.
La conquesta sueca de Kronborg l'any 1658 per Carl Gustaf Wrangel va demostrar que el castell estava lluny de ser inexpugnable. Posteriorment, les defenses es van reforçar considerablement. Del 1688 a 1690, es va afegir una avançada línia de defensa, anomenada Crownwork. Poc després, una nova sèrie de muralles van ser construïdes al seu voltant. Després de la seva finalització, Kronborg es va considerar la fortalesa més forta a Europa.
Del 1739 fins a la dècada de 1900, Kronborg va ser utilitzat com a presó. Els interns eren custodiats pels soldats allotjats al castell. Els presoners havien estat condemnats a treballar en les fortificacions del castell. Els presoners van ser dividits en dues categories: els que tenien penes menors van ser classificats com "honestos" i se'ls va permetre treballar fora de les muralles del castell, i els que complien condemnes per violència, assassinats, incendis o similars es van classificar com "deshonestos" i havien de complir la sentència completa fent treballs durs dins de les muralles del castell.
Des del 17 de gener fins al 30 d'abril de 1772, Kronborg va ser el lloc de reclusió de la reina Carolina Matilde del Regne Unit (la princesa Carolina Matilde de Gal·les), germana de Jordi III del Regne Unit.
La importància de Kronborg com a castell reial va disminuir, les forces armades van arribar a exercir un paper més important. Del 1785 al 1922, el castell va dependre totalment de l'administració militar. Durant aquest període es van acabar una sèrie de reformes.
El capità de cada vaixell que navegués a través de l'estret havia de declarar el valor de la càrrega del vaixell. Els diners que calia pagar al rei de Dinamarca es calculaven en funció del valor de la càrrega. El rei tenia el dret a comprar la mercaderia pel preu que el capità del vaixell indicava. Aquesta política impedia als capitans declarar preus era baixos.